# Route 2 (Paraguay)
Pour les articles homonymes, voir Route 2.
La route 2 (en espagnol : Ruta 2 ou Ruta Nacional N° 2 "Mariscal José Félix Estigarribia") est une route du Paraguay reliant Asunción à Coronel Oviedo. Sa longueur est de 132 km.

## Péages
- km 38,5 : Péage de Ypacaraí
- km 125 : Péage de Coronel Oviedo

## Localités
| Kilomètre | Localité                        | Département      | Intersection       |
| --------- | ------------------------------- | ---------------- | ------------------ |
| 0         | Asunción                        | Distrito Capital |                    |
| 7         | Fernando de la Mora             | Central          |                    |
| 13        | San Lorenzo                     | Central          | Route 1            |
| 20        | Capiatá                         | Central          |                    |
| 30        | Itauguá                         | Central          |                    |
| 37        | Ypacaraí                        | Central          |                    |
| 54        | Caacupé                         | Cordillera       |                    |
| 71        | Eusebio Ayala (es)              | Cordillera       |                    |
| 86        | Itacurubí de la Cordillera (en) | Cordillera       |                    |
| 102       | San José de los Arroyos         | Caaguazú         |                    |
| 132       | Coronel Oviedo                  | Caaguazú         | Route 7 et Route 8 |